# Gunisi
Gunisi (engl. The Goonies) je ime avanturističkog filma iz 1985. godine koji je režirao Ričard Doner. Scenario je napisao Kris Kolambus po priči Stivena Spilberga. Glavne uloge tumače Šon Astin, Džoš Brolin, Džef Koen, Kori Feldman, Keri Grin, Marta Plimpton, Džonatan Ke Kuan, Džon Matušak, Robert Dejvi, Džo Pantolijano i En Remzi.
Grupa dece suočava se sa svojim poslednjim zajedničkim danima, pre nego što lokalni preduzimač poploča njihove domove i napravi golf terene, nailazi na dokaze o gusarskom blagu, koje privlači pažnju porodice kriminalaca.

## Kratki siže
Majki Volš (Mikey Walsh) i Brendon Volš (Brandon Walsh) su braća čija se porodica sprema za selidbu, jer se građevinci spremaju da izgrade golf igralište na mestu njihove kuće — osim ukoliko se ne osigura novac kojim bi se izgradnja sprečila. Majki i njegovi prijatelji, čije su kuće takođe predviđene za rušenje, preturajući po tavanu gde se nalaze stvari njegovog oca pronalaze mapu blaga čuvenog gusara po imenu Jednooki Vili (One-Eyed Willy). Nakon toga, ova grupa dečaka koja sebe naziva Gunisi, odlučuje da krene u potragu za blagom kako bi sprečila rušenje svojih domova.

## Spoljašnje veze
- The Goonies na sajtu  (jezik: engleski)
- na sajtu  (jezik: engleski)